# 曼努埃尔·费雷拉
曼努埃尔·费雷拉（西班牙語：Manuel Ferreira，1905年10月22日—1983年7月29日），阿根廷男子足球运动员。他曾代表阿根廷参加1928年夏季奥林匹克运动会足球比赛，获得一枚银牌。他也曾参加1930年国际足联世界杯。